# Meekiaria
Meekiaria is een geslacht van vlinders van de familie van de grasmotten (Crambidae), uit de onderfamilie van de Spilomelinae. De wetenschappelijke naam voor dit geslacht is voor het eerst voorgesteld door Eugene Gordon Munroe in een publicatie uit 1974 . Munroe beschreef ook de eerste soort uit het geslacht, Meekiaria lignea uit Papoea-Nieuw-Guinea, die als typesoort is aangeduid.

## Soorten
- M. lignea Munroe, 1974
- M. purpurea (Hampson, 1907)